# Národní dům (Žižkov)
Národní dům na Žižkově byl vybudován v roce 1910 ve stylu pozdní secese s prvky geometrické moderny. Byl využíván zejména pro plesy, taneční kurzy, a také divadelní představení.

## Architektura
Jedná se o řadový čtyřpatrový dům z r. 1910, vytvářející tupý úhel v půdorysném zálomu Bořivojovy ulice (čp. 1216, dnešní orientační č. 53). Nápadná je především nárožní lodžie v posledním patře se šestibokou věžovou nástavbou. Fasáda přízemí je členěna půlkruhovými vstupy a výkladci. Fasáda 1. až 3. patra je propojena vysokým řádem lisenových pilastrů, mezi okny pater na fasádě jsou štuková pole ornamentálně zdobená kolem středových vpadlých oválných polí. Fasáda 4. patra je hladká. Okenní rámy jsou původní, v 1. patře okna zaujmou vloženými kosodélnými motivy. V 1. patře představen balkon se zvlněným průběhem a původní kovanou mříží zábradlí. 

## 21. století
Současným (2019) vlastníkem hotelu je společnost Garny s.r.o. V letech 2000–2008 zde rakouský podnik Arcotel Hotel&Resort provozoval čtyřhvězdičkový hotel Arcotel Teatrino. Tento hotel otevřel své dveře hostům v roce 2000 po kompletní renovaci dle návrhu architekta a malíře Haralda Schreibera, dvorního architekta Arcotelu. Rozsáhlá rekonstrukce zachovala původní secesní prvky, včetně divadelního sálu. Od roku 2008 působí v objektu hotel Teatrino, součást hotelové sítě Ave Hotels.